# Гостросюжетний фільм

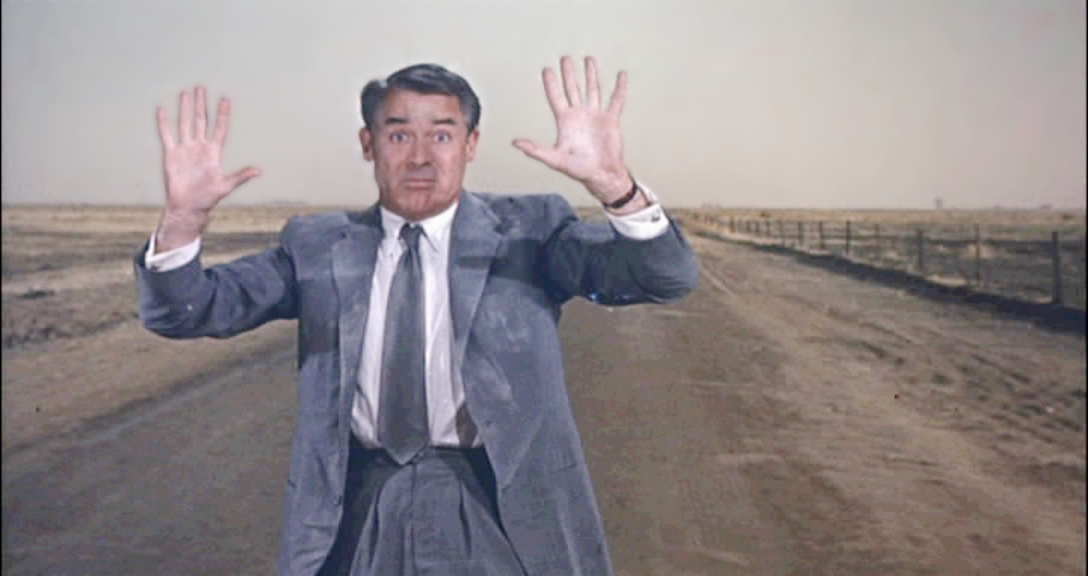
Film sensacyjny Północ, północny zachód z 1959

Гостросюжетний фільм є свого роду жанровою варіацією (не саме жанром) художнього фільму, радше типом структури кінороботи, що розробляється і доповнюється різними жанрами кіно, які можна розглядати як варіант гостросюжетного фільму; загальним визначенням не є сам зміст фільму, а спосіб представлення подій. Фільм, що належить цьому різноманіттю, завжди показує своєрідну інтригу, головна тема зображує розвиток цієї інтриги, історія найчастіше тримає глядача у емоційно напруженому стані, багата надзвичайними подіями і дивовижними поворотами. Переважає мінливість ситуацій і взаємин між героями. Якщо в гостросюжетному фільмі є сторонні мотиви, то вони служать для розвитку інтриг і зазвичай прискорюють хід дій і розвитку історії, і ніколи не випускають їх. Тут немає позасюжетного матеріалу (історичного, наукового, описового), що має сенс сам по собі (автономний по відношенню до сюжету). Гостросюжетний фільм, що розуміється як тип структури, включає такі жанри фільмів, як шпигунський фільм, фільм про гангстерів, фільм про злочини, детектив, фільм про копів або трилер, і навіть вестерн, фільм про війну або науково-фантастичний фільм.
Перші спроби описати і класифікувати фільмові форми, використовуючи поняття, аналогічні концепції гостросюжетного фільму, походять з другого десятиліття ХХ століття.  Vachel Lindsay, американський поет і теоретик фільму відзначив гостросюжетну кінострічку (під назвою Action Film чи Action Picture) як один з трьох способів формування структури фільму (поряд з Intimate Motion Picture, який спирається на виразному змалюванні постатей декількох героїв фільму та відповідає прийнятому розумінню поняття побутового фільму (драми), побутової комедії (драми комедії) чи психологічного фільму, а також Splendor Picture, який спирається на масових сценах, нерідко з натовпами статистів, що більш-менш відповідає існуючому поняттю епічного кіно. 
З 1980-х років домінантною варіацією гостросюжетного фільму є так званий екшн , що призвело до частого рівняння цих видів фільму. 